# Arcos de la Frontera
Arcos de la Frontera és una localitat de la província de Cadis (Andalusia, Espanya) considerada punt d'entrada a la Ruta dels Pobles Blancs.

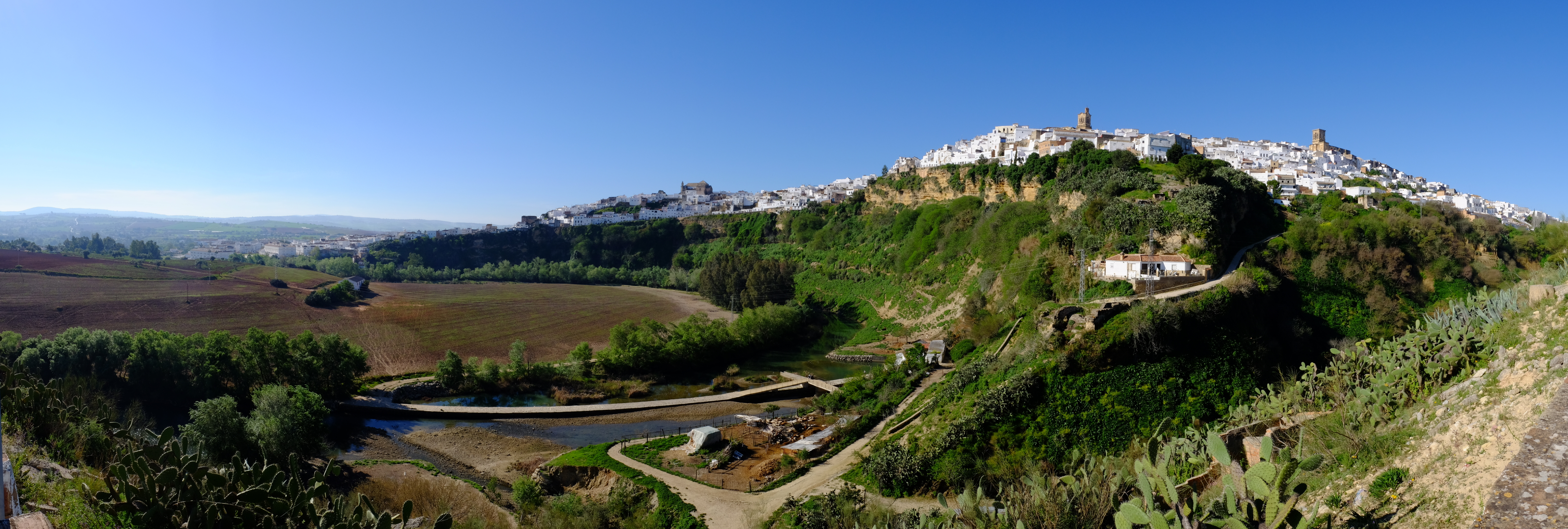
La Peña Vieja d'Arcos.

L'any 2010 el municipi tenia 31.449 habitants. La seva extensió superficial és de 527,8 km² i té una densitat de 59,6 hab/km². Les seves coordenades geogràfiques són 36° 45′ N, 5° 48′ O. Està situada a una altitud de 185 metres sobre el nivell del mar i a 67 kilòmetres de la capital de la província, Cadis. Situada a dalt d'una muntanya, és coneguda per les seues vistes i per la forta presència d'art plateresc.
Arcos va ser a l'edat mitjana un petit emirat independent que es va crear cap al 1020 després de caure el Califat de Còrdova.